# Craigellachie (Whiskybrennerei)
Craigellachie (Aussprache: [kɹeg'ɛləxɪ]) ist eine Whiskybrennerei in Craigellachie, Moray, Schottland.

## Geschichte
Die Brennerei wurde 1891 von der Craigellachie-Glenlivet Distillery Company erbaut. Mitbesitzer waren unter anderem Alexander Edward und Peter Mackie († 1924), der die Geschäfte seines Onkels James Logan Mackie (Schöpfer des Blend Whiskys White Horse, dessen Basismalt in der Destille Craigellachie produziert wurde) weitergeführt hat. Der Architekt war Charles Doig. Der erste Spirit floss erst 1898. 1916 wurde die Brennerei von Mackie & Company Distillers Ltd. übernommen – den Besitzern von White Horse. 1927 wurde White Horse Distillers von der Distillers Company Limited (DCL) übernommen. Craigellachie ging 1930 in den Besitz von Scottish Malt Distillers (SMD) über.
1964 wurde die Brennerei renoviert und die Anzahl der Stills von zwei auf vier erweitert.
1987 wurde Craigellachie an die United Distillers & Vintners (UDV) verkauft welche sie 1998 zusammen mit Aberfeldy, Royal Brackla und Aultmore und der Blending Company John Dewar & Sons an Bacardi Martini weiterverkaufen.

## Produktion
Das Wasser der zur Region Speyside gehörenden Brennerei stammt vom Blue Hill (früher Little Conval Hill). Das Malz wird von United Distillers-Maltings in Roseisle und Burghead bezogen. Die Brennerei verfügt über einen Maischbottich (mash tun) (9 Tonnen) aus Edelstahl und acht Gärbottiche (wash backs) (je 45.000 l). Destilliert wird in zwei wash stills (je 28.185 l) und zwei spirit stills (ebenfalls je 28.185 l), die durch Dampf erhitzt werden.

## Abfüllungen

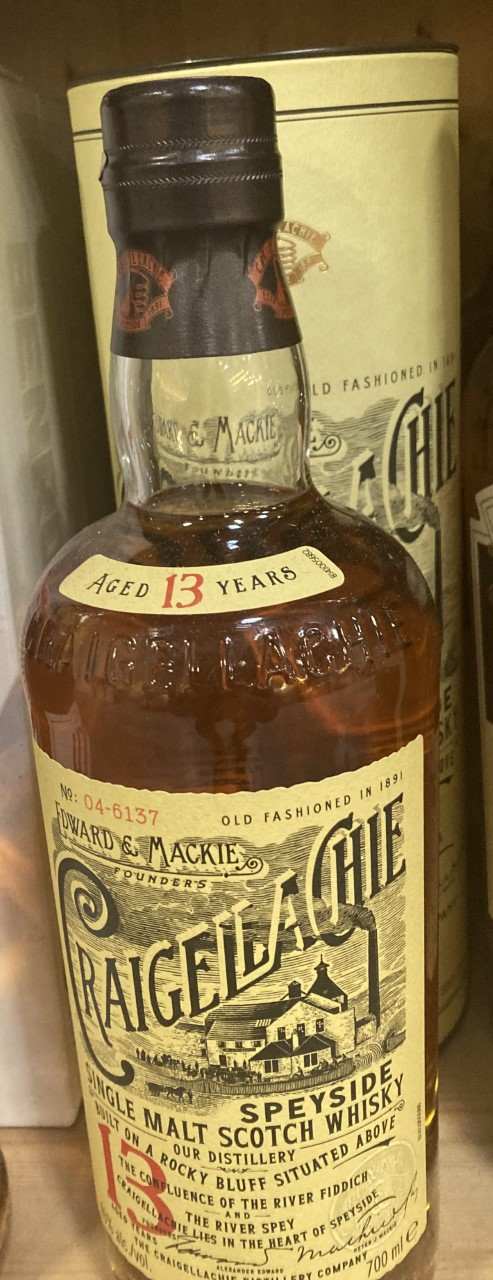
Craigellachie 13 j-A.

Als Original-Abfüllung gab es ab 2004 einen 14-jährigen Craigellachie, seit 2014 gibt es 13-, 17- und 23-jährige Abfüllungen.